# Multirollefly
Multirollefly  er et militærfly, der er konstrueret til at kunne udføre to eller flere af de opgaver som et konventionelt militærfly – jagerfly, bombefly, rekognosceringsfly, jagerbomber – udfører.
4. generations jetkampfly og senere generationer er multirollefly. Et eksempel er F-16-flyet, der afløste Flyvevåbnets jagerfly (Starfighter), jagerbombere (Super Sabre) og rekognosceringsfly (Draken). 
| Luftfart | Spire Denne artikel om flyvning er en spire som bør udbygges. Du er velkommen til at hjælpe Wikipedia ved at udvide den. |

| Militær | Spire Denne artikel om militær er en spire som bør udbygges. Du er velkommen til at hjælpe Wikipedia ved at udvide den. |